# Minatare
Minatare – miasto w Stanach Zjednoczonych, w stanie Nebraska, w hrabstwie Scotts Bluff.